# Luis García-Abrines Calvo
Luis García-Abrines Calvo (Zaragoza, España, 21 de junio de 1923-New Haven, Connecticut, Estados Unidos, mayo de 2016) fue un artista, musicólogo, humanista, profesor e investigador de la lengua española.

## Biografía
Hijo del otorrinolaringólogo barcelonés Adolfo García-Abrines y de Francisca Calvo, natural de Azuara, Zaragoza. Cursó sus primeros estudios en el colegio El Salvador de los jesuitas de Zaragoza, y el bachillerato en los Institutos Miguel Servet y Goya, de la misma ciudad. Ganó unas oposiciones al Banco de Aragón y fue destinado a Madrid en 1940. Allí comenzó con Luis Galve sus estudios de piano. Descontento con un trabajo que no casaba bien con su temperamento, decidió volver a Zaragoza dos años más tarde para dedicarse por completo al arte en diversas facetas.
En Zaragoza fue conocido pronto como "la mosca" por frecuentar todas las peñas culturales de la ciudad, donde trabó amistad con Miguel Labordeta, Manuel Derqui, Pilar Bayona y Alfonso Buñuel. Con este último, se familiarizó con los libros, películas, documentos y objetos de Luis Buñuel, lo que acercó a ambos al movimiento surrealista, siendo Alfonso su primer maestro en el arte del collage.
Durante la década de los 40, inició en Zaragoza sus estudios de Filosofía y Letras. En 1944 asistió como alumno interno becario al quinto Curso de Verano de la Universidad de Oviedo. En 1948 finalizó sus estudios universitarios en Madrid, como licenciado en Filología Románica. Fundó en 1950 la Academia Miral para universitarios, comenzando su labor investigadora literaria, con ediciones eruditas y críticas de obras diversas. Este mismo año cofundó, con Manuel Derqui Martos, la Sociedad Musical Sansueña, sección de música moderna y de cámara de la Sociedad Filarmónica de Zaragoza.
Tras algunos problemas con el S.E.U (Sindicato Español Universitario), consiguió una beca del gobierno francés y viajó a París en 1952 para estudiar música contemporánea. Allí entró en contacto con exiliados aragoneses, como los artistas Honorio García Condoy y Fermín Aguayo. Trabó también relación con Picasso, Pierre Boulez, Óscar Domínguez y Jaime Sabartés. Participó en la Exposición del pabellón español de la ciudad universitaria y conoció a Margaret Jounakos, con la que se casó en Madrid en 1954 para marchar luego a los Estados Unidos, donde ejerció como profesor de Literatura Española en la Universidad de Yale. Fruto de su primer matrimonio (1954-1960), nació su hijo David.
En 1959, regresó un año a España para investigar la vida y obra del poeta barroco español Juan Del Valle y Caviedes, iniciando trabajos que verán la luz en los años 90 con el patrocinio de la Diputación Provincial de Jaén. En 1960, publicó Así sueña el poeta en sus palabras, su primer libro de collages editado en España. Cuando volvió a Estados Unidos, ejerció como profesor en el South Central Community College, hasta su jubilación. En 1967 se casó con Marie Ellen Branchini, también profesora y doctorada (Ph.D.) de Yale, con quien tuvo dos hijas mellizas, Linda y Alicia.
Además de las obras de investigación en literatura y música, y de sus tres libros de collages, el libro que mejor define su arte y su personalidad es Ciudadano del mundo, antología autoeditada que aglutina aforismos, poemas, relatos breves, jeroglíficos y caligramas.
Sus principales maestros fueron Goya, Quevedo, los hermanos Luis y Alfonso Buñuel, Pilar Bayona y, sobre todo, Baltasar Gracián.
Fijó su residencia en New Haven, Connecticut, donde ejerció como juez de paz.

## Fechas destacadas
- En 1959, el 23 de marzo, se nacionalizó ciudadano de los Estados Unidos de América.
- En 1973, el 27 de enero, fue nombrado Associate Fellow in Arts of Branford College of Yale University.
- En 1977, el 4 de octubre, fue elegido académico correspondiente en los Estados Unidos de la Real Academia de Bellas Artes de San Fernando, ocupando la vacante dejada por Stravinsky.
- En 1982, el 23 de julio, la Universidad de New Haven, Connecticut, le concede el título de Distinguished Lecturer in the School of Arts and Sciences.
- En 1982, el 9 de octubre, el excelentísimo Ayuntamiento de Zaragoza le concede el título de hijo predilecto de la ciudad.
- En 1997, el 6 de enero, el estado de Connecticut (EE. UU.) le nombra Justice of the Peace de la ciudad de New Haven.
- El año 2000, el 4 de julio, la excelentísima Diputación Provincial de Zaragoza le concedió la Medalla de Oro de Santa Isabel de Aragón, Reina de Portugal.

## Obra
- Obras de investigación literaria y musicológica
- Alcázar imperial de la fama del Gran Capitán, la coronación y las cuatro partidas del mundo de Alonso Gómez de Figueroa; Biblioteca de Antiguos Libros Hispanos del Instituto Miguel de Cervantes del C.S.I.C., Madrid, 1951.
- Instrucción de música sobre la guitarra española de Gaspar Sanz ; edición facsímil, Institución «Fernando el Católico», Zaragoza, 1952.
- Diente del Parnaso. Manuscrito de la Universidad de Yale.(Edición crítica de la obra de Juan del Valle y Caviedes). Diputación Provincial de Jaén, Jaén 1993.
- Poesías sueltas y bailes.(Edición crítica de la obra de Juan del Valle y Caviedes). Diputación Provincial de Jaén, Jaén 1994.
- Carnestolendas de Zaragoza en sus tres días. (Edición crítica de la obra de Antolínez de Piedrabuena).ISBN: 84-7820-788-0. Institución Fernando el Católico, Zaragoza, 2005.

Obra plástica
Era costumbre del autor regalar sus obras al término de las exposiciones en las que participaba, por lo que éstas se encuentran diseminadas en multitud de colecciones particulares. El Museo de Zaragoza custodia los collages originales publicados en el libro "Así sueña el profeta en sus palabras". El Museo del Grabado de Fuendetodos posee una pintura. Algunos ensamblajes y ready-made de los que se tiene noticia, se han perdido y otros obran en poder del autor y sus familiares. La Residencia de Estudiantes posee otro de sus collages. El Museo de Teruel posee el collage que participó en la exposición allí realizada con motivo de las jornadas sobre el collage en España. Así mismo, guarda el objeto con el que el autor contribuyó a la exposición colectiva realizada durante las jornadas sobre el objeto surrealista que se titularon Ese oscuro deseo del objeto.
Creación Literaria
- Ciudadano del Mundo, Ediciones de la O.P.I., New Haven-Azuara, 1980.

Libros de colages 
- Así sueña el profeta en sus palabras; Col. Orejudín, Zaragoza, 1960 (reeditado en 2000).
- Crisicollages para Luis Buñuel; Ediciones Pórtico, Zaragoza, 1980.
- Variaciones sobre La Donna è Mobile. Solo -de gaita- para hombres; Institución «Fernando el Católico», Zaragoza, 1988.

Muy conocido también por sus acciones callejeras espontáneas en Zaragoza y París, que le convierten en precursor del happening.